# ته‌بروم

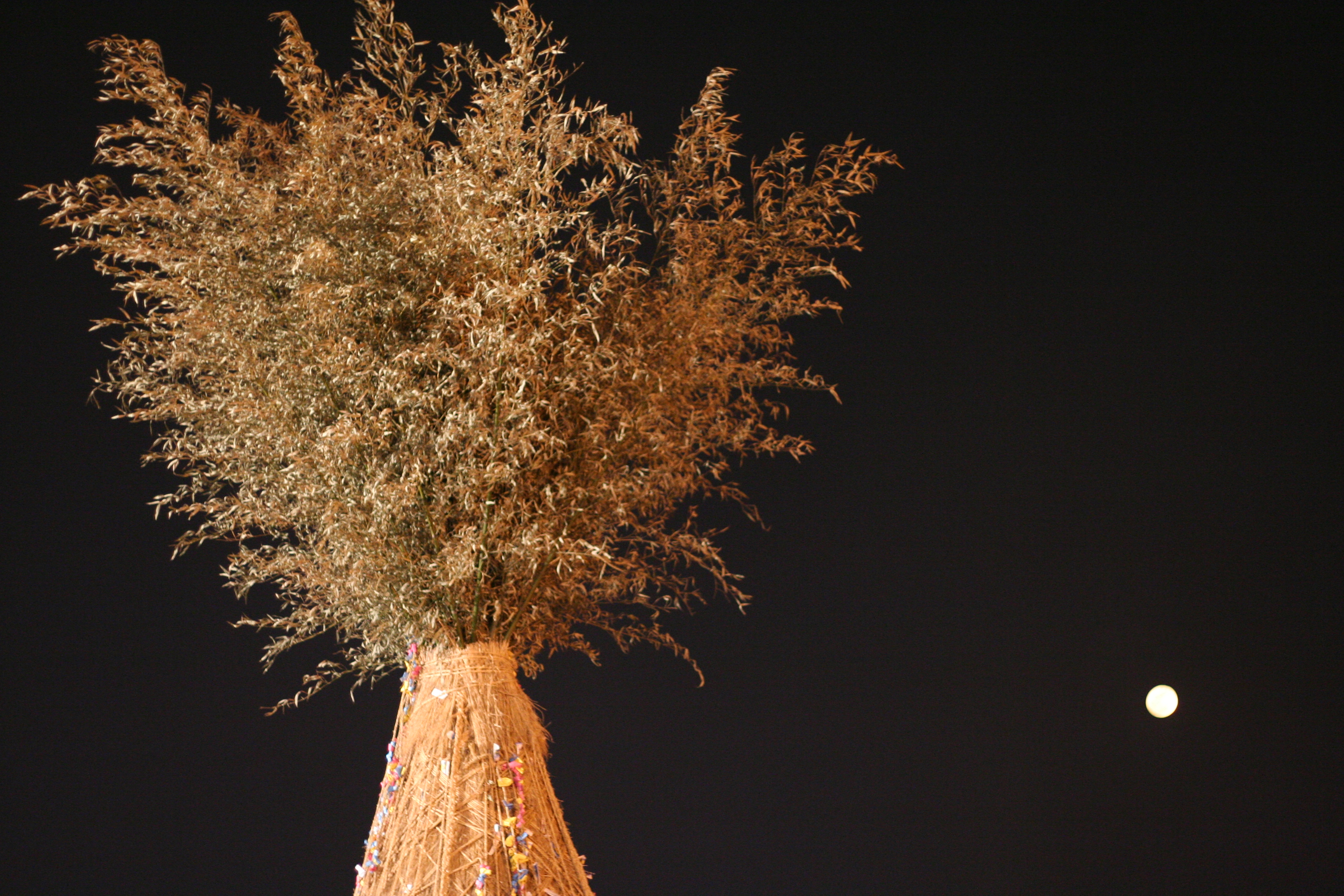
ته‌بُروم، نام یکی از تعطیلات کره‌ای است که اولین ماه کامل سال جدید قمری کره جنوبی را جشن می‌گیرد. - ۲۰۰۸

ته‌بُروم ((به کره‌ای: 대보름)؛ به معنای «عظیم‌ترین ماه کامل») نام یکی از تعطیلات کره‌ای است که اولین ماه کامل سال جدید قمری کره جنوبی را جشن می‌گیرد و نسخهٔ کره‌ای فستیوال اولین ماه کامل است که هرساله در روز پانزدهم اولین ماه سال قمری در کره ی جنوبی جشن گرفته می شود. غذایی که در این جشن خورده میشود اوگوگباپ (به کره‌ای: 오곡밥) نام دارد که از پنج دانه تشکیل شده است. در این روز بازی های گروهی برای تقویت بهتر روابط اجتماعی و همینطور مراسم هایی برای داشتن برداشت خوب محصولات در سال جدید انجام می شود.